# Futsal Team Charleroi
Maillots
Dernière mise à jour : 28/07/2023.
Le Futsal Team Charleroi est un club de futsal belge fondé en 2005 et situé à Charleroi.
Le club est fondé sous le nom de Real Châtelineau et connaît deux promotions lors de ses deux premières saisons pour intégrer la première division en 2007-08. Dès sa troisième année dans l'élite, l'équipe se qualifie pour la phase finale. Renommé A&M Châtelineau en 2010 pour des raisons commerciales, le club connaît une période faste durant la première moitié des années 2010 où il remplit son palmarès avec Christian Vavadio à sa tête. Prenant le nom de Futsal Châtelineau en 2012, l'équipe se qualifie pour chaque finale de championnat et de Coupe de Belgique durant quatre saisons consécutives de 2010-11 à 2013-14 pour un total de trois titres de champion et quatre Coupes nationales. À cela s'ajoutent deux Supercoupes de Belgique et deux BeNeCup, disputées face aux meilleures équipes néerlandaises, et deux tours élites de Coupe UEFA.
En 2015, renommé entre-temps Futsal Châtelineau, le club fusionne avec le prestigieux Charleroi 21 Futsal et devient le Futsal Team Charleroi. Les résultats sont alors en baisse avec aucun titre remporté jusqu'à la fin de la décennie. En 2019-20, l'équipe est en tête à l'arrêt du championnat pour raison sanitaire et se voit attribuer son quatrième titre.

## Histoire

### Montées immédiates (2005-2010)
En 2005, Aldo Troiani, ancien président des Kickers Charleroi, et Jacques Mine, entraîneur, arrivent à Châtelineau pour reformer ce club menacé de disparition, alors en troisième division. L'Association sans but lucratif est fondée le 22 février 2005 et son siège est situé 125 rue du chemin vert à Lodelinsart.
Après un début de saison 2005-06 chaotique, le club accède à la 2e place et est promu en deuxième division.
Pour son arrivée en D2, l’équipe se renforce, obtient la troisième place et profite de forfaits de concurrents pour connaître une seconde promotion consécutive. En parallèle, le MFC Real Châtelineau se hisse jusqu'en demi-finale de la Coupe de Belgique, éliminé par le voisin triple tenant du titre et futur vainqueur Action 21 Charleroi (5-1).
Monté dans l'élite, le Real Châtelineau garde l’ossature de base de l’équipe. Sous la houlette de Carmine Di Risio et après un bon début de saison, Châtelineau échoue au pied du podium.
Pour la saison 2008-09, le Real Châtelineau recrute quatre nouveaux joueurs et Giacomo Di Trapani prend les rênes de l’équipe dont les résultats ne sont pas satisfaisants[Comment ?].
L'entraîneur Christian Vavadio arrive pour l'exercice 2009-10 et le Real connaît sa 1re participation aux play-offs. Châtelineau est éliminé par le FT Anvers en demi-finale.

### Premiers titres (2010-2015)
Le Real Châtelineau devient A&M Châtelineau, en référence au sponsor principal du club. L'équipe étrille Action 21 en demi-finale de Coupe 2010-11 (victoires 1-2 puis 6-3) mais perd aux tirs au but en finale contre le FT Anvers. Leader invaincu du championnat, avec 21 victoires sur 22 rencontres (179 buts inscrit play-offs compris, pour 46 encaissés), A&M Châtelineau remporte son premier titre de championnat et prend sa revanche face au FT Anvers. 
Champion de Belgique, A&M Châtelineau participe pour la 1re fois à la prestigieuse Coupe de l'UEFA 2011-12. Invaincu au tour principal, Châtelineau se qualifie pour le tour élite. Face au Kairat Almaty et MFK Dinamo Moscou, le parcours européen de Châtelineau s’arrête logiquement à Moscou. En Coupe, après avoir éliminé le rival anversois en demi-finales, Châtelineau remporte la compétition pour la première fois face au Fenerbahce Beringen (8-1). En finale de play-offs du championnat, l'A&MC retrouve Anvers qui bénéficie de l’avantage du terrain, ayant terminé premier de la phase régulière. Malgré sa victoire à domicile au match aller, 6-4, Châtelineau doit laisser le titre à la faveur de la règle des buts marqués à l’extérieur, au FT Anvers en s’inclinant 3-1 dans la métropole au match retour. 
Pour la saison 2012-13, A&M devient Futsal Châtelineau. L'équipe reprend son titre de champion en dominant Anvers en finale. Après avoir largement le match aller (1-7), le score au retour est aussi large (8-2),. En début de saison, l'équipe de Christian Vavadio remporté la Supercoupe (également contre Anvers) puis, en fin d'exercice, la coupe (contre Malle),, ainsi qu'en Benecup. 
En 2013-14, l'équipe remporte la Supercoupe, ne prend pas part à la Benecup et est éliminé dès son entrée en lice au tour principal de Coupe UEFA. Une tentative de rapprochement avec le club prestigieux Charleroi 21 Futsal a lieu durant la saison. En fin de saison, le club remporte la Coupe de Belgique face à Anvers, qu'il rencontre ensuite en finale de championnat. Après avoir fait match nul (4-4) à domicile, les Castellinois l'emportent 0-1 au retour et empochent leur troisième titre de champion de Belgique et donc le triplé national. La qualification européenne met en suspens la fusion avec Charleroi 21 en raison des changements de matricule que cela entraîne et donc l’impossibilité de jouer l'Europe ou de bénéficier des subventions de la ville de Charleroi en fonction du numéro conservé. Mais Châtelineau a déjà changé de désignation auprès de l'URBSFA et devient le « Futsal Team Charleroi ». 
Pour la saison 2014-15, Liliu signe à nouveau comme joueur et, de plus, endosse la responsabilité d'entraîneur. Après une qualification à Moscou, les Castellinois échouent dans le groupe A du tour élite de Coupe de l'UEFA à Lisbonne, face au Sporting Portugal et à l'Inter FS. Battu par Anvers en Supercoupe en prélude au championnat de Belgique, le Futsal Châtelineau prend sa revanche en BeNeCup, après avoir vaincu le détenteur de la coupe des Pays-Bas, le FCK De Hommel, c'est Anvers qui est battu en finale,. Il s'agit du seul trophée en 2015 pour les castellinois. En coupe de Belgique, les castellinois battent Anvers en huitièmes de finale mais s'incline chez le FSP Halle Gooïk en quarts de finale. En championnat, face à Gooïk en demi-finales des play-offs, les hommes de Liliu prennent l'avantage à l'extérieur, mais Gooïk bat sévèrement les castellinois sur leur propre terrain.

### Fusion pour un seul club carolo (depuis 2015)
La fusion avec Charleroi 21 avortée l'année précédente se transforme en absorption du club carolo, en rachetant le matricule de Charleroi 21,. La salle de la Garenne et la ville de Charleroi règlent les détails du déménagement du club et de son école des jeunes afin de créer la plus grande structure dédiée au futsal en Belgique. L'école des jeunes grandit du même coup et s'installe au centre de loisirs de Lodelinsart. En absorbant la structure du défunt Charleroi 21, le Futsal Team Charleroi compose une équipe de jeunes joueurs de la région et obtient la troisième place au classement final 2015-16 dans une version remaniée des play-offs.
En mars 2019, Charleroi est éliminé par en demi-finale de Coupe de Belgique par Gooik.
Fin mars 2020, à cause de la pandémie de Covid-19, l’Union belge décide de stopper la saison. En tête du championnat avec seulement deux défaites en 19 matches joués, la meilleure attaque et la meilleure défense, le FT Charleroi entraîné par Zico se voit donc sacré champion de Belgique. L'équipe compte cinq points d’avance et un match de plus sur Halle-Gooik et Anvers et met fin à cinq saisons de domination de Halle-Gooik. Omar Rahou est sacré meilleur buteur et Karim Chaibai établit un nouveau record en remportant un douzième titre de champion de Belgique.

## Structure du club
Le FTC est affilié à la Fédération royale belge de football sous le matricule A26101. Son siège est situé au 42 rue des marchands à Chatelet. La salle principale du club est le Complexe sportif Garenne, situé 2 rue des olympiades à Charleroi.
| Real Châtelineau (2005-10) A&M Châtelineau (2010-12) | Real Châtelineau (2005-10) A&M Châtelineau (2010-12) | Real Châtelineau (2005-10) A&M Châtelineau (2010-12) | Real Châtelineau (2005-10) A&M Châtelineau (2010-12) | Real Châtelineau (2005-10) A&M Châtelineau (2010-12) | Real Châtelineau (2005-10) A&M Châtelineau (2010-12) |  |  | Action 21 (1999-2012)    | Action 21 (1999-2012)    | Action 21 (1999-2012)    | Action 21 (1999-2012)    | Action 21 (1999-2012)    | Action 21 (1999-2012)    |  |  | Frameuro Mons | Frameuro Mons | Frameuro Mons | Frameuro Mons | Frameuro Mons | Frameuro Mons |  |  |  |  |  |  |  |  |  |  |  |  |  |  |
| Real Châtelineau (2005-10) A&M Châtelineau (2010-12) | Real Châtelineau (2005-10) A&M Châtelineau (2010-12) | Real Châtelineau (2005-10) A&M Châtelineau (2010-12) | Real Châtelineau (2005-10) A&M Châtelineau (2010-12) | Real Châtelineau (2005-10) A&M Châtelineau (2010-12) | Real Châtelineau (2005-10) A&M Châtelineau (2010-12) |  |  | Action 21 (1999-2012)    | Action 21 (1999-2012)    | Action 21 (1999-2012)    | Action 21 (1999-2012)    | Action 21 (1999-2012)    | Action 21 (1999-2012)    |  |  | Frameuro Mons | Frameuro Mons | Frameuro Mons | Frameuro Mons | Frameuro Mons | Frameuro Mons |  |  |  |  |  |  |  |  |  |  |  |  |  |  |
|                                                      |                                                      |                                                      |                                                      |                                                      |                                                      |  |  |                          |                          |                          |                          |                          |                          |  |  |               |               |               |               |               |               |  |  |  |  |  |  |  |  |  |  |  |  |  |  |
| Futsal Châtelineau (2012-15)                         | Futsal Châtelineau (2012-15)                         | Futsal Châtelineau (2012-15)                         | Futsal Châtelineau (2012-15)                         | Futsal Châtelineau (2012-15)                         | Futsal Châtelineau (2012-15)                         |  |  | Charleroi 21 (2012-2015) | Charleroi 21 (2012-2015) | Charleroi 21 (2012-2015) | Charleroi 21 (2012-2015) | Charleroi 21 (2012-2015) | Charleroi 21 (2012-2015) |  |  |               |               |               |               |               |               |  |  |  |  |  |  |  |  |  |  |  |  |  |  |
| Futsal Châtelineau (2012-15)                         | Futsal Châtelineau (2012-15)                         | Futsal Châtelineau (2012-15)                         | Futsal Châtelineau (2012-15)                         | Futsal Châtelineau (2012-15)                         | Futsal Châtelineau (2012-15)                         |  |  | Charleroi 21 (2012-2015) | Charleroi 21 (2012-2015) | Charleroi 21 (2012-2015) | Charleroi 21 (2012-2015) | Charleroi 21 (2012-2015) | Charleroi 21 (2012-2015) |  |  |               |               |               |               |               |               |  |  |  |  |  |  |  |  |  |  |  |  |  |  |
|                                                      |                                                      |                                                      |                                                      |                                                      |                                                      |  |  |                          |                          |                          |                          |                          |                          |  |  |               |               |               |               |               |               |  |  |  |  |  |  |  |  |  |  |  |  |  |  |
| Futsal Team Charleroi (depuis 2015)                  |                                                      |                                                      |                                                      |                                                      |                                                      |  |  |                          |                          |                          |                          |                          |                          |  |  |               |               |               |               |               |               |  |  |  |  |  |  |  |  |  |  |  |  |  |  |

## Palmarès

### Titres et trophées
Au terme de la saison 2010-11, l'A&M Châtelineau remporte le premier titre de son histoire en étant sacré champion de Belgique. Il s'agit de la première des quatre finales consécutives de Division 1 jouée par l'équipe. La deuxième est perdue tandis que les deux suivantes sont remportées, pour compter trois titres de champion au terme de l'exercice 2013-14. En parallèle, sur ces même quatre saisons, Châtelineau dispute autant de finales de Coupe de Belgique, perdant la première puis remportant les trois suivantes. Le club est sacré une quatrième fois en 2019-20, désigné vainqueur du championnat arrêté par l'URBSFA à cause du Covid-19.
Ces succès qualifient l'équipe pour la Supercoupe de Belgique, perdant celles de 2011 et 2014 mais remportant celles de 2012 et 2013, et la BeNeCup de futsal, gagnée en 2012-13 et 2014-15.
Châtelineau réalise le quadruplé coupe-supercoupe-championnat de Belgique et BeNeCup lors de la saison 2012-13. L'année suivante, ne prenant pas part à la BeNeCup car qualifié en Coupe UEFA, l'équipe réussit un second triplé national consécutif.
Les quatre titres de champion de Belgique qualifie le club pour la Coupe d'Europe. L'équipe se hisse jusqu'au tour élite de la compétition (top 16) en 2011-12 et 2014-15. En 2013-14, le club s'arrête d'entrée au tour principal. Tandis qu'en 2020-21, joué à élimination directe en raison de la pandémie de Covid-19, le FT Charleroi est éliminé en seizième de finale.
| International | National |
| --- | --- |
| - Coupe de l'UEFA / Ligue des champions - Tour Élite : 2011-12 et 2014-15 - Coupe BeNe de futsal (2) - Vainqueur : 2012-13 et 2014-15 | - Championnat de Belgique (4) - Champion : 2010-11, 2012-13, 2013-14 et 2019-20 - Finaliste : 2011-12 - Coupe de Belgique (3) - Vainqueur : 2011-12, 2012-13 et 2013-14 - Finaliste : 2010-11 - Supercoupe de Belgique (2) - Vainqueur : 2012 et 2013 - Perdant : 2011 et 2014 |

### Bilan par saison
| Saison                | Championnat      | Championnat      | Championnat      | Coupe            | Supercoupe       | Coupe du Benelux | Coupe de l'UEFA  | Entraîneur         |
| Saison                | Division         | Ph. régulière    | Ph. finale       | Coupe            | Supercoupe       | Coupe du Benelux | Coupe de l'UEFA  | Entraîneur         |
| Real Châtelineau      | Real Châtelineau | Real Châtelineau | Real Châtelineau | Real Châtelineau | Real Châtelineau | Real Châtelineau | Real Châtelineau | Real Châtelineau   |
| --------------------- | ---------------- | ---------------- | ---------------- | ---------------- | ---------------- | ---------------- | ---------------- | ------------------ |
| 2005-2006             | D3               | 2e               | -                | 1er tour         | Non qualifié     | Non qualifié     | Non qualifié     | Jacques Mine       |
| 2006-2007             | D2               | 3e               | -                | demi-finale      | Non qualifié     | Non qualifié     | Non qualifié     | Jacques Mine       |
| 2007-2008             | D1               | 5e               | -                | demi-finale      | Non qualifié     | Non qualifié     | Non qualifié     | Carmine Di Risio   |
| 2008-2009             | D1               | 12e              | -                | 16e de finale    | Non qualifié     | Non qualifié     | Non qualifié     | Giacomo Di Trapani |
| 2009-2010             | D1               | 4e               | Demi-finale      | 8e de finale     | Non qualifié     | Non qualifié     | Non qualifié     | Christian Vavadio  |
| A&M Châtelineau       |                  |                  |                  |                  |                  |                  |                  |                    |
| 2010-2011             | D1               | 1er              | Champion         | Finaliste        | Non qualifié     | Non qualifié     | Non qualifié     | Christian Vavadio  |
| 2011-2012             | D1               | 2e               | Finaliste        | Vainqueur        | Perdant          | ?                | tour élite       | Christian Vavadio  |
| Futsal Châtelineau    |                  |                  |                  |                  |                  |                  |                  |                    |
| 2012-2013             | D1               | 1er              | Champion         | Vainqueur        | Vainqueur        | Vainqueur        | Non qualifié     | Christian Vavadio  |
| 2013-2014             | D1               | 2e               | Champion         | Vainqueur        | Vainqueur        | Non participant  | tour principal   | Christian Vavadio  |
| Futsal Team Charleroi |                  |                  |                  |                  |                  |                  |                  |                    |
| 2014-2015             | D1               | 2e               | Demi-finale      | Quart-de-finale  | Perdant          | Vainqueur        | tour élite       | Liliu              |
| 2015-2016             | D1               | 4e               | 3e               |                  | Non qualifié     | Non qualifié     | Non qualifié     |                    |
| 2016-2017             | D1               | 5e               | -                |                  | Non qualifié     | Non qualifié     | Non qualifié     |                    |
| 2017-2018             | D1               | 4e               | Demi finale      |                  | Non qualifié     | Non qualifié     | Non qualifié     |                    |
| 2018-2019             | D1               | 4e               | Demi finale      | Demi finale      | Non qualifié     | Non qualifié     | Non qualifié     |                    |
| 2019-2020             | D1               | 1er              | non joué         |                  | Non qualifié     | Non qualifié     | Non qualifié     |                    |
| 2020-2021             | D1               | 3e               | finaliste        |                  | ?                | ?                | 16e de finale    | Zico               |
| 2021-2022             | D1               | 6e               | Quart-de-finale  |                  | Non qualifié     | Non qualifié     | Non qualifié     |                    |
| 2022-2023             | D1               | 2e               | Demi finale      |                  | Non qualifié     | Non qualifié     | Non qualifié     |                    |

## Personnalités

### Dirigeants et entraîneurs
| Période     | Nom                |
| ----------- | ------------------ |
| 2005 à 2007 | Jacques Mine       |
| 2007-08     | Carmine Di Risio   |
| 2008-09     | Giacomo Di Trapani |
| 2009 à 2014 | Christian Vavadio  |
| 2014 à ?    | Liliu              |
| 2020-21     | Zico               |

Lors de l'absorption de Charleroi 21 en 2015, Aldo Troiani reste président de la nouvelle structure.
Lors des débuts du club en 2005, Jacques Mine est entraîneur de l'équipe. En 2007-08, le Real Châtelineau est emmené par Carmine Di Risio, puis Giacomo Di Trapani la saison suivante. Christian Vavadio arrive à la tête de l'équipe pour l'exercice 2009-10. Il connaît les premiers titres et débuts européens du club au début des années 2010,. Vavadio est toujours présent lors du triplé national de 2013-14. Durant l'été 2014, l'entraîneur est remplacé par son joueur Liliu.

### Joueurs notables
Lors du Championnat d'Europe des nations 2010, la sélection nationale belge comporte cinq jours du MFC Réal Châtelineau : Mustapha Aabbassi, André, Karim Chaibai, le gardien Jonathan Paggetta et Zico.
Début 2011, le joueur de l'A&M Chatelineau Hüseyin Yildiz est retenu en Équipe de Turquie de futsal pour les qualifications de l'Euro 2012.
En 2011-2012, pour ses débuts en Coupe d'Europe, Châtelineau Futsal est emmenée par d'anciens joueurs d'Action 21 Charleroi : André, Karim Chaibai, Zico et Liliu. 
Au terme de l'exercice 2012-13, Châtelineau place quatre joueurs aux quatre premières places de l'élection du meilleur joueur, dans l'ordre : Diogo, Omar Rahou, Karim Chaibai et Léo Carello. 
Pour l'Euro 2014, l'équipe de Belgique comprend de nouveau cinq joueurs du Châtelineau Futsal, dont trois font partie du noyau dur de la sélection : Karim Chaibai, Lúcio et Omar Rahou, accompagnés de Valentin Dujacquier et Liliu.